# Leptines de Siracusa (tirà)
Leptines de Siracusa (en grec antic Λεπτίνης) fou un militar i polític siracusà que es va unir a Cal·lip per expulsar a la guarnició de Dionís el Jove de Rhègion l'any 351 aC. Després d'això va restaurar la nominal independència de la ciutat que de fet sembla que la va seguir ocupant amb els seus mercenaris.
Una mica després Leptines va aprofitar el descontentament popular per assassinar Cal·lip, segons Diodor de Sicília i Plutarc.
No va passar molt de temps quan va sortir de Rhègion en circumstàncies desconegudes i es va dirigir a Sicília on probablement va aprofitar la confusió existent per apoderar-se de les ciutats d'Apol·lònia i Èngion, de les que era tirà quan Timoleó va arribar a l'illa.
Timoleó el va expulsar igual que va fer amb altres tirans, li va salvar la vida i el va enviar exiliat a Corint l'any 342 aC.